# Serra Pigota
La Serra Pigota és una serra situada al municipi de La Pobla de Lillet a la comarca del Berguedà, amb una elevació màxima de 1.370 metres.